# Khaled Bousseliou
Khaled Bousseliou (en arabe : خالد بوسليو), né le 3 octobre 1997  à Skikda, est un footballeur algérien évoluant au poste d’attaquant .a l'USM Alger.

## Biographie
Khaled Bousseliou naît à  Ain Kechera un petit village de Skikda.
Le 8 juin 2019, lors de la finale de la Coupe d'Algérie, il se met en évidence en inscrivant un but en toute fin de match. Son équipe s'impose 2-0 face à la JSM Béjaïa.
Le 17 février 2020, il inscrit son premier but en première division algérienne, lors de la réception du NA Hussein Dey (victoire 1-0).

## Style de jeu
Ses principales qualités sont son explosivité, sa rapidité, sa finesse technique et son adresse face au but.

## Statistiques

### En club
| Saison                | Club                  | Championnat           | Championnat | Championnat | Championnat | Coupe(s) nationale(s) | Coupe(s) nationale(s) | Coupe(s) nationale(s) | Supercoupe | Supercoupe | Supercoupe | Compétition(s) continentale(s) | Compétition(s) continentale(s) | Compétition(s) continentale(s) | Compétition(s) continentale(s) | Supercoupe CAF | Supercoupe CAF | Supercoupe CAF | Total | Total | Total |
| Saison                | Club                  | Division              | M.          | B.          | P.d.        | M.                    | B.                    | P.d.                  | M.         | B.         | P.d.       | Comp.                          | M.                             | B.                             | P.d.                           | M.             | B.             | P.d.           | M.    | B.    | P.d.  |
| 2018-2019             | CR Belouizdad         | Ligue 1               | 20          | 0           | 0           | 8                     | 1                     | 3                     | -          | -          | -          | -                              | -                              | -                              | -                              | -              | -              | -              | 28    | 1     | 3     |
| 2019-2020             | CR Belouizdad         | Ligue 1               | 17          | 1           | 1           | 2                     | 0                     | 0                     | -          | -          | -          | C2                             | 4                              | 0                              | 0                              | -              | -              | -              | 23    | 1     | 1     |
| 2020-2021             | CR Belouizdad         | Ligue 1               | 10          | 2           | 1           | -                     | -                     | -                     | 1          | 0          | 0          | C1                             | 1                              | 0                              | 0                              | -              | -              | -              | 12    | 2     | 1     |
| 2021-2022             | CR Belouizdad         | Ligue 1               | 19          | 5           | 1           | -                     | -                     | -                     | -          | -          | -          | C1                             | 10                             | 1                              | 0                              | -              | -              | -              | 29    | 6     | 1     |
| Sous-total            | Sous-total            | Sous-total            | 66          | 8           | 3           | 10                    | 1                     | 3                     | 1          | 0          | 0          | -                              | 15                             | 1                              | 0                              | -              | -              | -              | 92    | 10    | 6     |
| 2022-2023             | USM Alger             | Ligue 1               | 10          | 0           | 1           | -                     | -                     | -                     | -          | -          | -          | C2                             | 11                             | 4                              | 1                              | -              | -              | -              | 21    | 4     | 2     |
| 2023-2024             | USM Alger             | Ligue 1               | 11          | 1           | 0           | 2                     | 0                     | 1                     | -          | -          | -          | C2                             | 5                              | 0                              | 0                              | 1              | 0              | 0              | 19    | 1     | 1     |
| 2024-2025             | USM Alger             | Ligue 1               | 13          | 0           | 0           | 3                     | 1                     | 1                     | -          | -          | -          | C2                             | 5                              | 0                              | 0                              | -              | -              | -              | 21    | 1     | 1     |
| Sous-total            | Sous-total            | Sous-total            | 34          | 1           | 1           | 5                     | 1                     | 2                     | -          | -          | -          | -                              | 21                             | 4                              | 1                              | 1              | 0              | 0              | 61    | 6     | 4     |
| Total sur la carrière | Total sur la carrière | Total sur la carrière | 100         | 9           | 4           | 15                    | 2                     | 5                     | 1          | 0          | 0          | -                              | 36                             | 5                              | 1                              | 1              | 0              | 0              | 153   | 16    | 10    |

## Palmarès
- Champion d'Algérie en 2020, 2021 et 2022 avec le CR Belouizdad.
- Vainqueur de la Coupe d'Algérie en 2019 avec le CR Belouizdad.
- Vainqueur de la Supercoupe d'Algérie en 2020 avec le CR Belouizdad.
- Vainqueur de la coupe de la caf en 2023 avec l'usma
- Vainqueur de la super coupe d'Afrique en 2023 avec l'usma